# Mesestola brochieri
Mesestola brochieri là một loài bọ cánh cứng trong họ Cerambycidae.